# Ghat (Indien)

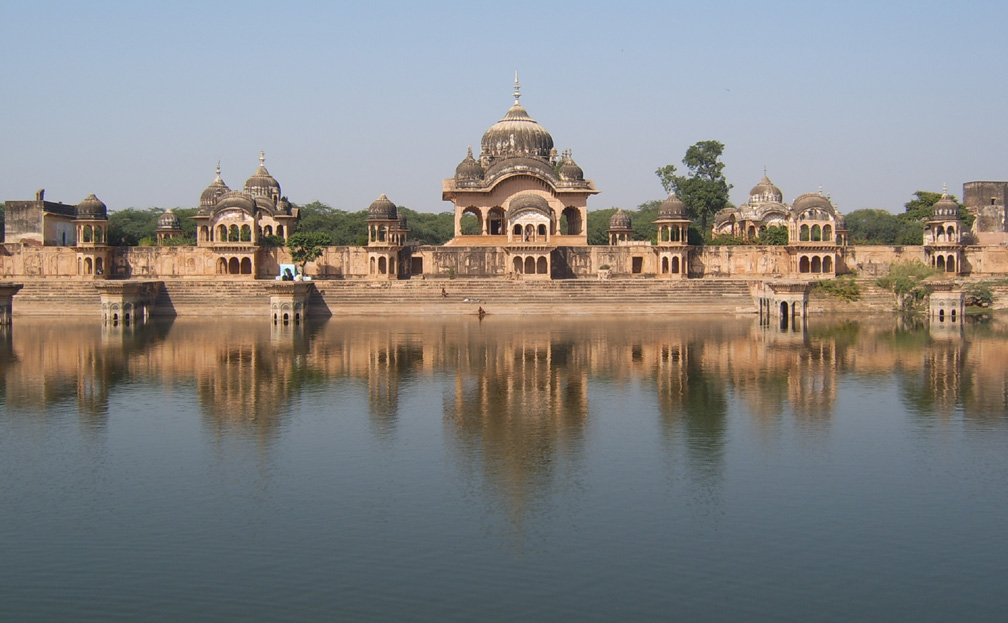
Ghats im Distrikt Mathura

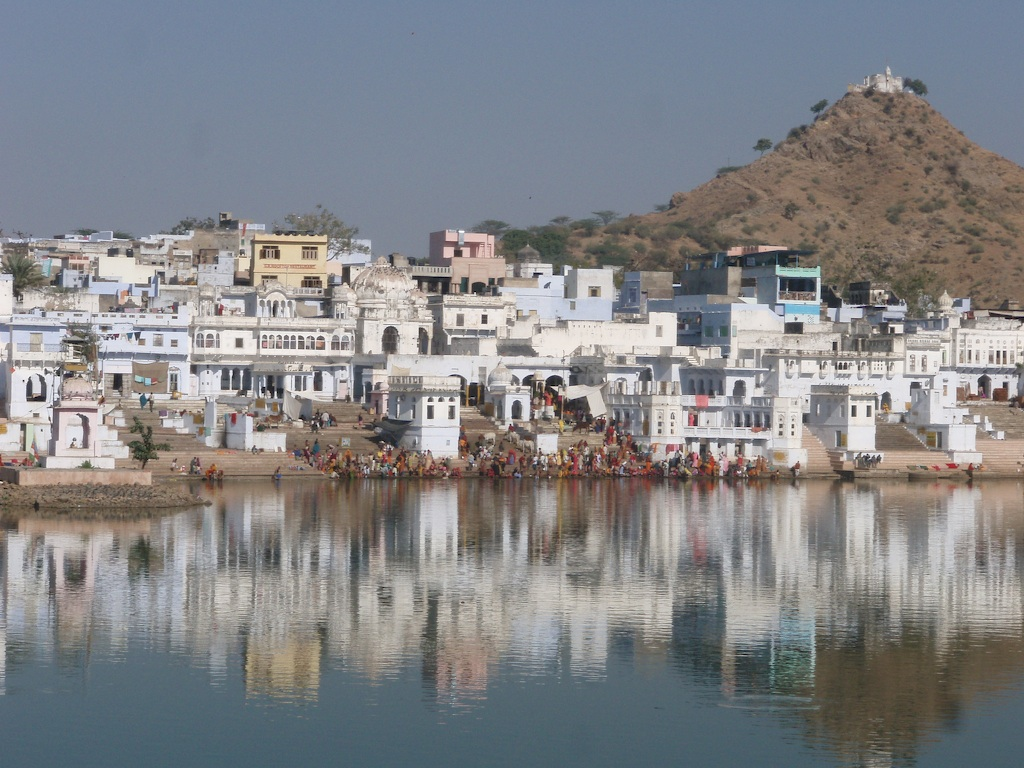
Ghats am Pushkar-See

Ghat (Sanskrit घाट ghāṭa, Hindi, m., घाट ghāṭ) nennt man in Indien eine zu einem Gewässer (Fluss, See, Tempelteich, Stufenbrunnen) hinunterführende Böschung oder Stufung. Sie ist oft gesäumt von hinduistischen Tempeln und anderen Bauten.

## Funktion
Neben vielfachen profanen Verwendungsmöglichkeiten als Bootsanlegestellen, Bade- oder Waschplätze etc. sind Ghats ursprünglich wichtige Stellen für die rituellen Waschungen der Hindus; die Treppen halten freilaufende Tiere (v. a. Kühe) und deren Exkremente vom Wasser fern. Ghats gehören zum Stadtbild vieler indischer Städte, die an einem Fluss- oder Seeufer liegen – berühmte Beispiele sind der Pushkar-See in Rajasthan und vor allem die heiligen Städte Varanasi, Prayagraj, Mathura und Vrindavan mit ihren Ghats am Ganges bzw. an der Yamuna.
Eine Besonderheit sind die Verbrennungsghats von Varanasi und Kathmandu. Die Asche der Toten wird nach der etwa eine bis anderthalb Stunden dauernden Kremation unverzüglich dem jeweiligen Fluss übergeben. Die Verbrennungsplätze und Gedenkstätten der Gandhi-Familie befinden sich in der Umgebung des Raj Ghat am Yamuna-Fluss in Delhi.
Vor allem beim Diwali-Fest, aber auch zu anderen Anlässen werden dem jeweiligen Gewässer in den Abend- oder frühen Morgenstunden von den Ghats aus kleine schwimmende Lämpchen übergeben.

## Gebirge in Indien
Im Deutschen dient der Begriff Ghat hauptsächlich als Bezeichnung der in Richtung Meer steil abfallenden Gebirgsketten der ‚Westghats‘ und ‚Ostghats‘ auf dem Indischen Subkontinent.